# روسانو براتزي
روسانو براتزي (بالإيطالية: Rossano Brazzi)‏ ممثل ومغني ايطالي ولد في بولونيا في 18 سبتمبر من العام 1916

## روابط خارجية
- روسانو براتزي على موقع IMDb (الإنجليزية)
- روسانو براتزي على موقع مونزينجر (الألمانية)
- روسانو براتزي على موقع ألو سيني (الفرنسية)
- روسانو براتزي على موقع ميوزك برينز (الإنجليزية)
- روسانو براتزي على موقع تيرنر كلاسيك موفيز (الإنجليزية)
- روسانو براتزي على موقع أول موفي (الإنجليزية)
- روسانو براتزي على موقع قاعدة بيانات الأفلام السويدية (السويدية)
- روسانو براتزي على موقع إن إن دي بي (الإنجليزية)
- روسانو براتزي على موقع ديسكوغز (الإنجليزية)
- روسانو براتزي على موقع قاعدة بيانات الفيلم (الإنجليزية)